# Thomas von Neumarkt
Thomas von Neumarkt OPraem (auch Thomas von Sarepta; Ordensname Peter bzw. Petrus; * 1297 in Tilbury; † 31. Mai 1378 in Breslau, Fürstentum Breslau) war Titularbischof von Sareptensis und Weihbischof in Breslau, Königreich Böhmen. Zudem war er Hofkaplan und Leibarzt der Herzöge Heinrich VI. von Breslau und Boleslaw III. von Liegnitz.

## Leben
Thomas wandte sich dem geistlichen Stand zu und studierte in Bologna neben Kanonischem Recht auch Medizin. Nach eigenen Angaben übte er die ärztliche Praxis in verschiedenen Ländern aus. Es ist nicht bekannt, wann er zum Priester geweiht wurde. Als junger Kleriker erhielt er ein Benefizium in Lebus. Ab 1336 hielt er sich dauerhaft in Breslau auf, wo er als Arzt tätig war, dem Orden der Prämonstratenser bei St. Vinzenz beitrat und den Ordensnamen Peter bzw. Petrus annahm. In einer Urkunde vom 8. März 1350 wird er vom Breslauer Bischof Preczlaw von Pogarell als „Petrus physicus et professus ad s. Vincentium“ bezeichnet; in einer Urkunde vom 15. Juni d. J. erscheint er als „Frater Petrus Prämonstratenser von St. Vinzenz“ sowie als Magister und Kaplan des Herzogs Boleslaw III. von Liegnitz, der dessen ärztlichen Dienste rühmte. Als Anerkennung schenkte er ihm die lebenslangen Einkünfte eines Anteils von Stannowitz bei Ohlau.
Vermutlich durch Vermittlung seiner Gönner, der Herzöge Heinrich und Boleslaw und auf Wunsch des Bischofs Pogarell wurde er auf Grund seiner Leistungen als Priester 1351/1352 von Papst zum Titularbischof von Sarepta und zum Weihbischof in Breslau ernannt. Anschließend hatte er seinen früheren Vornamen Thomas wieder angenommen.
Am 17. Dezember 1354 errichtete er mit Zustimmung seines Abtes eine Stiftung, aus der die kranken Ordensbrüder unterstützt werden sollten. Neben entsprechender Krankenkost sollte den kranken Konventualen an bestimmten Tagen auch guter Wein gereicht werden. An der Stiftungsurkunde befand sich sein Siegel, das ihn in Pontifikalkleidung und mit einem Wappenschild und einer Muschel zeigt. Der Generalabt bestätigte diese Stiftung am 10. Oktober 1355.
In seinem Besitz befanden sich das Gut Lossen im Herzogtum Oels sowie die Zehnten in einigen benachbarten Dörfern. Später ertauschte er diesen Besitz gegen das Stiftsgut Ottwitz. Dieses wurde 1364 vom böhmischen Landesherrn Kaiser Karl IV. von allen Abgaben und Lasten befreit. Zugleich beauftragte Karl IV. den Landeshauptmann, dafür zu sorgen, dass diese Privilegien nicht geschmälert werden. In Anerkennung seiner Verdienste als Arzt hatte ihn Karl IV. auch zu seinem Rat (consiliarus) ernannt.
Ab 1360 verfasste Thomas ein großes medizinisches Werk, das er «Mihi competit» nannte und auf die vier Bände Regimen sanitatis, Aggregatum, Antidotarium und Practica medicinalis mit Regulae und vier Tabulae aufteilte. In seinem zweiten Werk „Collectarium secundum Alphabetum“ behandelte er medizinische Themen in alphabetischer Anordnung. Des Weiteren ist ein Tractatus de iudiciis urinis und ein Tractatus de flebotomia von ihm überliefert.
Trotz seines medizinischen Erfolges blieb Thomas stets mit seinem Kloster verbunden. An die Stiftskirche von St. Vinzenz erbaute er eine Kapelle, die als seine Grablege dienen sollte und den hll. Thomas Apostel und Thomas von Canterbury sowie den Elftausend Jungfrauen gewidmet war. Am 25. August 1369 gründete er an dieser Kapelle ein Messstipendium, das noch im selben Jahr vom Generalabt bestätigt wurde. Anlässlich des Besuchs Kaiser Karls im März 1372 verliehen die ihn begleitenden Bischöfe Johann von Prag, Johann von Olmütz und Gerhard von Naumburg sowie der Breslauer Weihbischof Dirslaus von Schwenkfeld allen Gläubigen, die die Kapelle besuchten und dort andächtig beteten, einen 40-tägigen Ablass.
Auch weihbischöflichen Handlungen sind von Thomas überliefert. U. a. nahm er am Gründonnerstag 1373 im Breslauer Dom die öffentlichen Büßer wieder in die Kirche auf und hielt das anschließende Pontifikalamt. In einigen Urkunden des Bischofs Pogarell erscheint er als Zeuge.
Letztmals erwähnt wurde Weihbischof Thomas am 14. April 1378, als er in Vertretung seines Abtes den Pfarrer Michael auf dem Stiftsgut Lossen präsentierte. Am 31. Mai d. J. starb er in Breslau.
Sein medizinisches Werk wurde, nachdem zunächst eine von Thomas ab 1360 verfasste Practica medicinalis 1686 von dem Leipziger Poesie-Professor Joachim Feller erwähnt worden war, durch den Breslauer Forscher August Henschel der Fachwelt erstmals bekannt gemacht.

## Werkausgaben
- Thomae de Wratislavia Practica Medicinalis. A critical edition of the „Practica Medicinalis“ of Thomas of Wroclaw, Prémontré Bishop of Sarepta (1297–c. 1378) by Theodore James Antry. Studia Copernicana; XXVII. Wrocław, Ossolineum, 1989.